# Lewis Goldberg
Lewis Robert Goldberg (* 1932) ist ein US-amerikanischer Psychologe und Professor an der University of Oregon.
Bekannt wurde er durch seine Beteiligung an der Untersuchung des Big Five-Modells (postuliert fünf Hauptdimensionen der Persönlichkeit).
Nachdem die faktoranalytische Pionier-Arbeit von Allport und Odbert (1936) sowie die von Tupes und Christal (1961) und Norman (1963) (basierend auf der Sedimentationshypothese) in Vergessenheit geraten war, begann Goldberg mit einem eigenen lexikalischen Projekt, und konnte die 5 Faktoren unabhängig bestätigen. Er brachte das Modell damit zurück in den Fokus der Forschung und prägte den Begriff „Big Five“.
1953 erhielt Goldberg seinen Bachelor of Arts von der Harvard University. Später den PhD in Psychologie an der University of Michigan (1958).

## Veröffentlichungen
- Lewis R. Goldberg: Personality Topics in Honor of Jerry S. Wiggins: A Special Issue of Multivariate Behavioral Research. Lawrence Erlbaum Assoc Inc (2004). ISBN 080589506X